# 西ヶ谷寿一
西ヶ谷 寿一（にしがや としかず、1970年 - ）は、日本の映画プロデューサー。

## 経歴
1970年、静岡県に生まれる。明治大学文学部演劇学専攻卒業。2003年、東京テアトルに入社。2009年、『南極料理人』を製作する。2013年には『横道世之介』を手がけた。

## フィルモグラフィー

### 映画
- 犬猫（2004年）
- パビリオン山椒魚（2006年）
- 人のセックスを笑うな（2007年）
- 南極料理人（2009年）
- パンドラの匣（2009年）
- 乱暴と待機（2010年）共同プロデューサー
- NINIFUNI（2011年）
- 横道世之介（2013年）
- 私の男（2014年）
- グッド・ストライプス（2015年）
- ディストラクション・ベイビーズ（2016年）
- ふきげんな過去（2016年）
- ディアスポリス DIRTY YELLOW BOYS（2016年）
- 素敵なダイナマイトスキャンダル（2018年）
- 旅のおわり世界のはじまり（2019年）
- おらおらでひとりいぐも（2020年）
- あのこは貴族（2021年）
- さかなのこ（2022年）
- 違国日記（2024年）
- ぼくのお日さま（2024年）

### テレビドラマ
- 悪霊病棟（2013年）
- ノーコン・キッド 〜ぼくらのゲーム史〜（2013年）
- ディアスポリス -異邦警察-（2016年）

### その他のドラマ
- シティボーイズのFilm noir（2010年）
- 目を閉じてギラギラ（2011年　BeeTV）
- ハイスクールドライブ〜目が覚めたら高校生だった〜（2012年11月20日 - 全10話、BeeTV）
- 絶恐体感キモダメシ（2014年）（BeeTV）